# Limes renano
Per limes renano si intendeva il sistema di fortificazioni lungo un fiume (ripa) a difesa dei territori della Gallia (di fronte alla Germania Magna, popolata dalle popolazioni germaniche), che poteva essere suddiviso in due-tre differenti tratti e collegava la foce del fiume Reno con quella del Danubio.

## Divisione interna dellimes
Due (o forse tre) erano i principali settori del limes romano Germanicus:
- Il limes romano del basso-medio Reno creato a partire dalle campagne di Druso maggiore in Germania Magna nel 12 a.C. e durato fino al V secolo con l'occupazione dei foederati franchi;
- Il limes romano dell'alto Reno creato dopo la disfatta in Germania di Varo del 9; poi sostituito dai Flavi con quello germanico-retico dal 74 al 260; riattivato con l'abbandono degli Agri decumates. Quest'ultimo tratto di limes era poi strettamente connesso con quello "artificiale" compreso tra Reno e Danubio, il cosiddetto limes Germanicus-Raeticus creato a partire dalla dinastia Flavia e durato, nella sua parte "oltre il Reno" (Agri decumates) fino al 260 (vedi Invasioni barbariche del III secolo).
- Il terzo ed ultimo settore era quello creato in Germania Magna durante il ventennio di Occupazione romana della Germania sotto Augusto (12 a.C.-9 d.C.) fino alla disfatta di Varo nella foresta di Teutoburgo, nei territori compresi tra Reno ed Elba.

## Storia dellimes renanodell'Impero romano

### Province/diocesigallo-germaniche
Qui sotto andremo ad analizzare questo settore settentrionale di limes, che difendeva le province che si affacciavano sul fiume Reno e per un breve periodo l'Elba. Sarà, pertanto, opportuno, prima di effettuare un'accurata analisi della permanenza militare nell'area (con l'elencazione delle campagne militari, delle unità militari che soggiornarono nell'area e delle relative fortificazioni), cominciare con una breve sintesi della storia/formazione delle province sopra elencate.
| EVOLUZIONE DELLE PROVINCE GERMANICHE     | EVOLUZIONE DELLE PROVINCE GERMANICHE   | EVOLUZIONE DELLE PROVINCE GERMANICHE   | EVOLUZIONE DELLE PROVINCE GERMANICHE | EVOLUZIONE DELLE PROVINCE GERMANICHE | EVOLUZIONE DELLE PROVINCE GERMANICHE | EVOLUZIONE DELLE PROVINCE GERMANICHE | EVOLUZIONE DELLE PROVINCE GERMANICHE    | EVOLUZIONE DELLE PROVINCE GERMANICHE    |
| ---------------------------------------- | -------------------------------------- | -------------------------------------- | ------------------------------------ | ------------------------------------ | ------------------------------------ | ------------------------------------ | --------------------------------------- | --------------------------------------- |
| prima della conquista romana             | Gallia transalpina (Galli)             | Gallia transalpina (Galli)             | Gallia transalpina (Galli)           | Gallia transalpina (Galli)           | Gallia transalpina (Galli)           | Gallia transalpina (Galli)           | Germania Magna (Germani)                | Germania Magna (Germani)                |
| dal 50 a.C.                              | Gallia Belgica                         | Gallia Belgica                         | Gallia Belgica                       | Gallia Celtica                       | Gallia Celtica                       | Gallia Celtica                       | Germania Magna (Germani)                | Germania Magna (Germani)                |
| dal 16 a.C.                              | Gallia Belgica (ampliata)              | Gallia Belgica (ampliata)              | Gallia Belgica (ampliata)            | Gallia Belgica (ampliata)            | Gallia Belgica (ampliata)            | Gallia Belgica (ampliata)            | Germania Magna (Germani)                | Germania Magna (Germani)                |
| dal 9 a.C. al 5 d.C.                     | Gallia Belgica (di cui facevano parte) | Gallia Belgica (di cui facevano parte) | Germania inf. (distr.militare)       | Germania inf. (distr.militare)       | Germania sup. (distr.militare)       | Germania sup. (distr.militare)       | Germania (distr.militare fino al Weser) | Germania (distr.militare fino al Weser) |
| dal 5 al 9 d.C.                          | Gallia Belgica (di cui facevano parte) | Gallia Belgica (di cui facevano parte) | Germania inf. (distr.militare)       | Germania inf. (distr.militare)       | Germania sup. (distr.militare)       | Germania sup. (distr.militare)       | provincia di Germania (fino all'Elba)   | provincia di Germania (fino all'Elba)   |
| dal 17 d.C.                              | Gallia Belgica (di cui facevano parte) | Gallia Belgica (di cui facevano parte) | Germania inf. (distr.militare)       | Germania inf. (distr.militare)       | Germania sup. (distr.militare)       | Germania sup. (distr.militare)       | Germania Magna (andata perduta)         | Germania Magna (andata perduta)         |
| dall'83                                  | Gallia Belgica                         | Gallia Belgica                         | Germania inferiore (scorporata)      | Germania inferiore (scorporata)      | Germania superiore (scorporata)      | Germania superiore (scorporata)      | Germania Magna (Germani)                | Germania Magna (Germani)                |
| con la riforma di Diocleziano            | Belgica I                              | Belgica II                             | Germania I                           | Germania I                           | Germania II                          | Germania II                          | Germania Magna (Germani)                | Germania Magna (Germani)                |
| da Costantino I (324) a Teodosio I (395) | Belgica I                              | Belgica II                             | Germania I                           | Germania I                           | Germania II                          | Germania II                          | Germania Magna (Germani)                | Germania Magna (Germani)                |

#### Basso-medio corso del fiume Reno eGermania Magna
La conquista della Gallia da parte di Gaio Giulio Cesare (negli anni 58-51 a.C.), aveva decretato un nuovo confine dei territori della Repubblica romana: il fiume Reno, al di là del quale si estendevano i territori dei Germani.

##### Da Augusto a Tiberio (16 a.C.-37 d.C.)

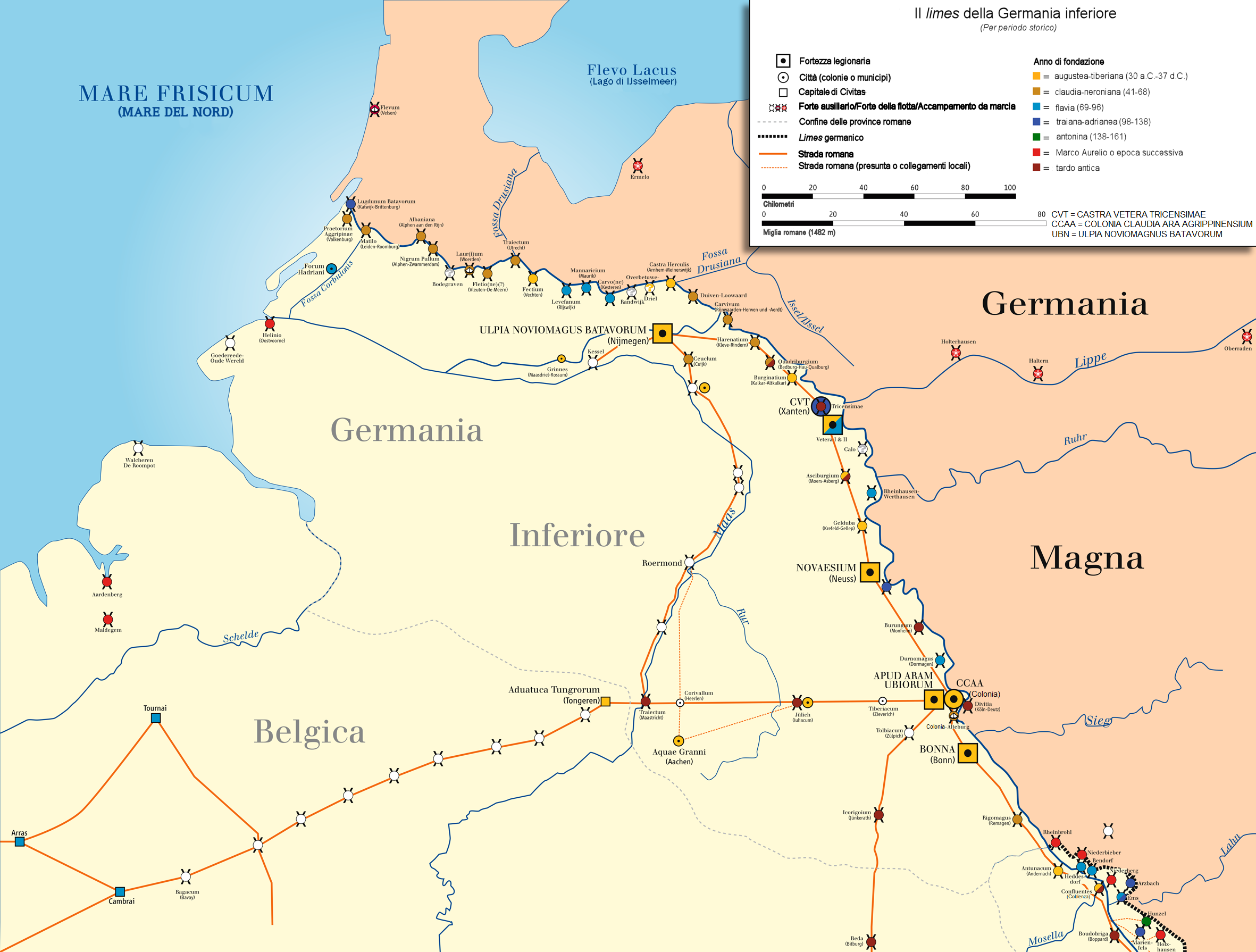
Il limes romano lungo il basso corso del Reno dal I al V secolo.

Con l'avvento di Augusto, i progetti del primo imperatore romano mutarono. Egli voleva portare il Limes più ad est, oltre il Reno fino al fiume Elba. Una volta sottomesse le popolazioni in Spagna e nelle Alpi della cosiddette "Aree interne", si provvedette a partire dal 16-13 a.C., a disporre le legioni lungo il Reno in punti strategici come Castra Vetera e Mogontiacum, di fronte a vie di penetrazione strategiche per la prossima conquista della Germania.
A partire dal 12 a.C. furono lanciate in Germania tutta una serie di campagne, attraverso 3-4 differenti linee di penetrazione, da nord a sud: 
- dal mare fino alle foci dei fiumi Amisia e Visurgi, con la costruzione di un canale artificiale: la Fossa Drusi, di alcuni forti lungo il Reno (a Fectio e Noviomagus Batavorum) e lungo le coste degli alleati Frisi (a Bentumersiel);
- da Castra Vetera lungo il fiume Lippe, con la costruzione di numerose fortezze legionarie e/o forti ausiliari ad Oberaden (di 54 ettari di dimensione), Haltern (la latina Aliso o Alisone), Holsterhausen, Beckinghausen, Anreppen (di 20 ettari) ed Hedemünden sulla Werra;
- da Bonna lungo il fiume Lahn fino a Waldgirmes ed a Kneblinghausen;
- da Mogontiacum lungo i monti del Taunus, proseguendo verso nord-est fino a Rödgen (base di approvvigionamento), oppure verso sud-est lungo il fiume Meno fino a Marktbreit.

L'occupazione da parte delle armate romane portò sotto il dominio di Roma, prima i territori germani tra Reno e Weser (anche con la costruzione di strade e di ponti, i cosiddetti pontes longi), dal 5 in poi anche quelli più ad est, tra Weser ed Elba.
È solo in seguito alla disfatta di Teutoburgo del 9 che i piani del Princeps, Augusto, mutarono e le armate romane furono ritirate definitivamente, riportando il Limes, ancora una volta, al fiume Reno.

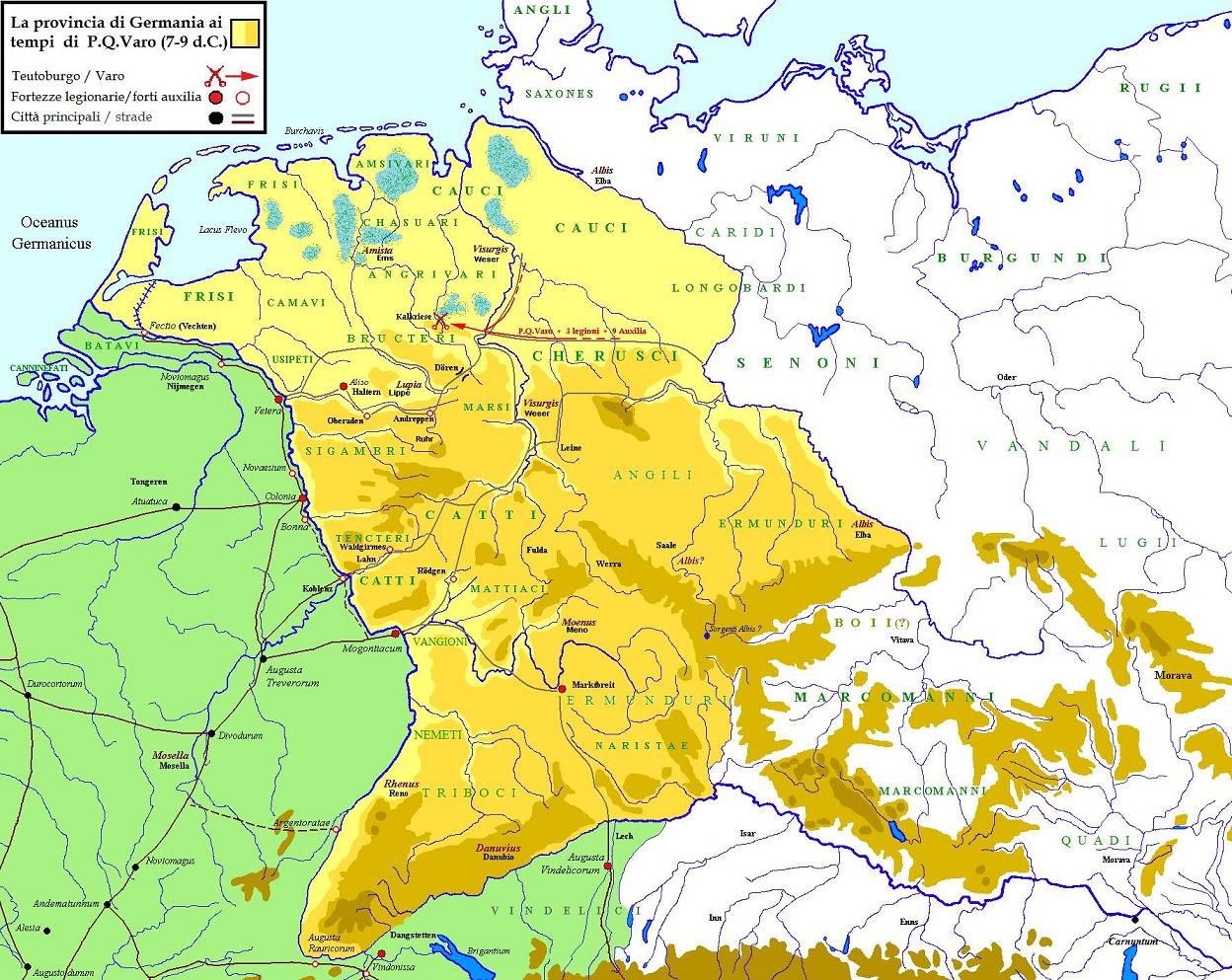
La provincia romana della Germania Magna nel 9.

La Germania era definitivamente perduta. Nessun altro imperatore successivo avrebbe avuto in futuro piani di conquista. Vi furono soprattutto spedizioni punitive nei confronti delle popolazioni germaniche per evitare i pericoli di possibili invasioni della Gallia, ma il Reno doveva rimanere per i successivi quattrocento anni la nuova linea di confine tra l'Impero romano ed i barbari.
Ancora oggi il fiume Reno sancisce la linea di demarcazione tra due differenti lingue europee: quella neo-latina e quella germanica.
Il Reno, dopo le campagne punitive di Tiberio del 10-11 e di Germanico del 14-16, fu costantemente fortificato per i successivi 200 anni, tanto che lungo le sue sponde, i contingenti legionari furono portati fino ad un totale di 8, così distribuiti: 
- la XX Valeria Victrix a Novaesium, la V Alaudae e la XXI Rapax a Castra Vetera, la I Augusta Germanica a Bonna in Germania inferiore;
- la XIV Gemina e la XVI Gallica a Mogontiacum, la II Augusta ad Argentorate e la XIII Gemina a Vindonissa nella Germania superiore.

E sempre a questo periodo è da attribuire la costituzione della Classis Germanica lungo il fiume Reno, con base principale a 3 km a sud di Colonia, oltre a numerose altre basi secondarie tra cui Neuss e Castra Vetera.
I forti ausiliari e le fortezze legionarie romane lungo il fiume Reno della futura provincia di Germania inferiore erano ora posizionate a Fectio, Noviomagus Batavorum, Castra Vetera, Bonna, Colonia Agrippina e Novaesium.

#### Da Claudio a Traiano (41-117)

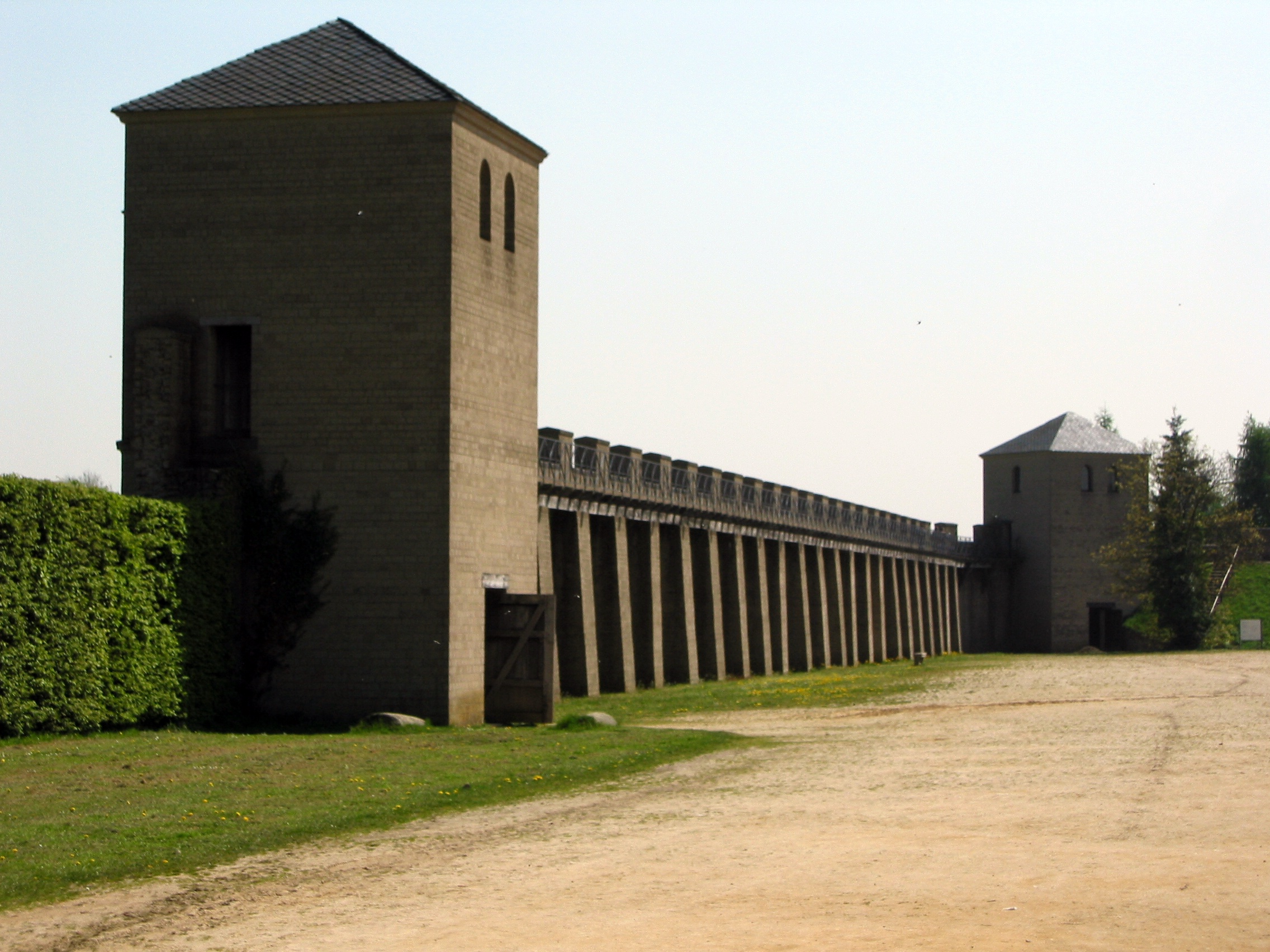
Ricostruzione della cinta muraria della città di Colonia Ulpia Traiana, oggi Xanten, fondata da Traiano nella Germania inferiore.

La conquista della Britannia sotto Claudio del 43 richiese il ritiro di tre delle legioni renane: la legio II Augusta dalla fortezza legionaria di Argentoratae (l'odierna Strasburgo), la legio XIV Gemina da Mogontiacum e la legio XX Valeria Victrix da Novaesium. La partenza della legione II Augusta fu rimpiazzata da un contingente ausiliario fino all'epoca di Vespasiano, quando venne ripristinato l'antico castrum legionario, mentre quella della XIV fu rimpiazzata dalla legio IV Macedonica proveniente dalla Spagna Tarraconense. Il contingente renano era stato così ridotto da 8 a 6 legioni.
Nel 47 l'imperatore Claudio fermò una nuova avanzata in Germania, malgrado i successi iniziali su Frisoni e Cauci da parte di Gneo Domizio Corbulone, allora legato della Germania Inferiore, ed ordinò il ritiro definitivo e completo di tutte le truppe romane dalla riva destra del Reno definitivamente. Roma aveva così definitivamente rinunciato ad ogni possibile ingerenza sui territori germani. L'inizio della conquista della vicina Britannia, non permetteva la dispersione di forze su troppi fronti, tanto da dover ridurre il numero delle legioni lungo il Reno a 6-7 unità.
Nuovi forti furono costruiti lungo la sua riva sinistra in successione lineare, ponendoli ad una distanza media di 7–8 km l'uno dall'altro, dalla costa del Mare del Nord fino alla confluenza tra il fiume Reno ed il Waal. Si calcola che nella sola Germania inferiore, all'epoca di Vespasiano vi fossero ben ventisette postazioni militari (compresi i tre campi legionari) dalla foce del Reno al forte di Remagen.
In seguito alla rivolta batava del 69, la doppia fortezza legionaria di Castra Vetera, distrutta dalla truppe batave ribelli, fu ricostruita per una singola legione, mentre la seconda legione fu inviata nel nuovo accampamento di Nimega.
Sotto Domiziano, a causa delle continue guerre contro i Daci di Decebalo, il Reno perdeva il primato di settore strategico più importante, a vantaggio del settore danubiano, a cui seguì la conquista della Dacia da parte di Traiano (101-106).

#### Da Adriano a Gallieno (117-268)

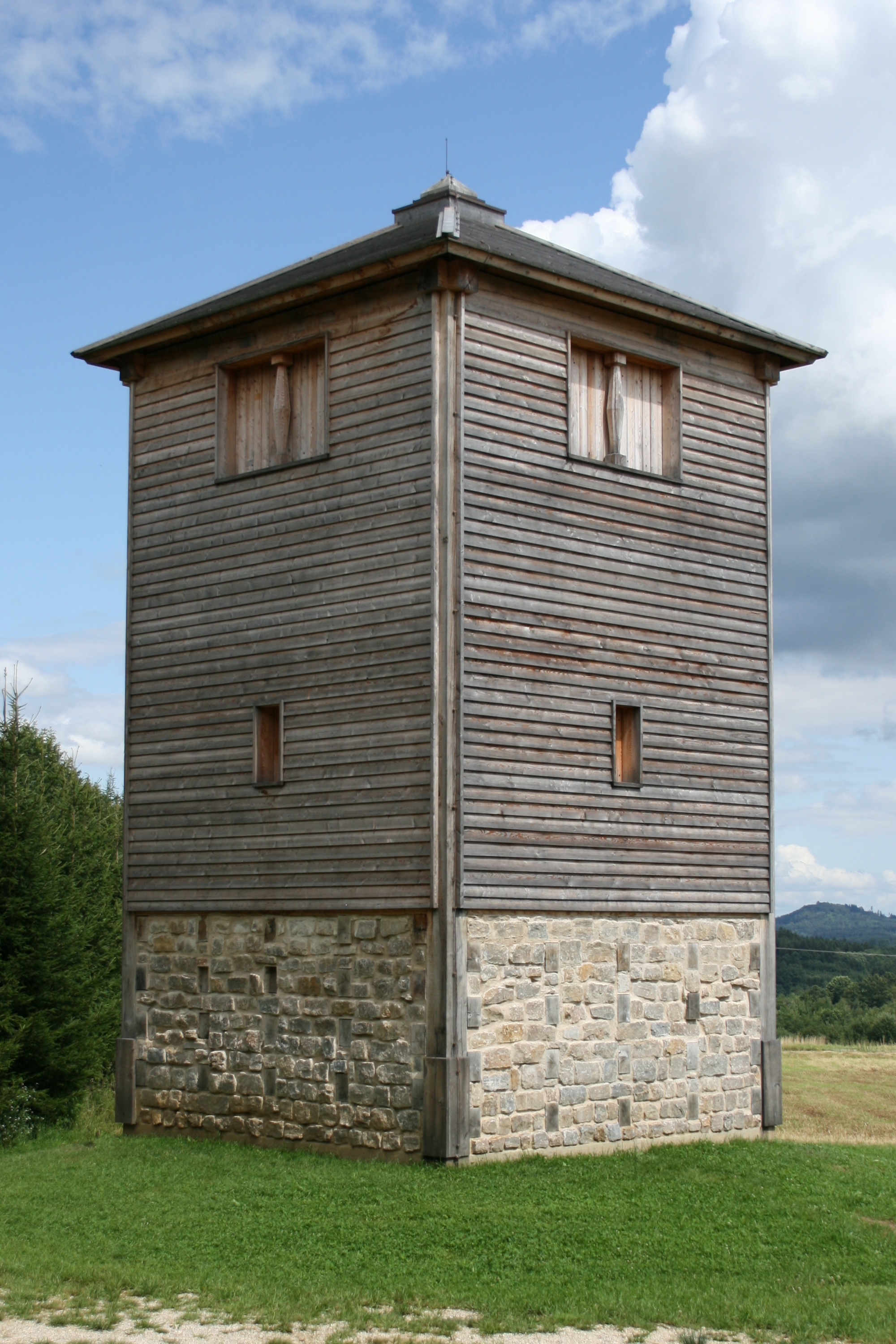
Ricostruzione di una torre di legno lungo il limes, presso l'odierna Rainau-Buch (Baden-Württemberg). Si tratta di una delle poche ricostruzioni effettuate sulla base di moderne ricerche.

Pochi sono gli avvenimenti significativi di questo periodo, a parte la continua manutenzione di questo tratto di frontiera fluviale di Reno. Sappiamo che attorno al 170-172 vi furono degli attacchi da parte della tribù germanica dei Cauci, lungo le rive della Gallia Belgica nel periodo delle guerre marcomanniche.
Nel 256 assistiamo ai primi attacchi della coalizione di tribù dei Franchi, con una successiva loro occupazione, pur se provvisoria, della parte nord-est della provincia gallica. L'intervento dell'imperatore Gallieno riuscì a ripulire definitivamente l'area (meritandosi il titolo di restitutor Galliarum), ma lo costrinse ad abbandonare attorno al 260 il settore più settentrionale del limes della Germania inferiore. Ogni forte compreso tra la foce del Reno e l'affluente Waal fu abbandonato. L'errore strategico fu grande, poiché una volta che ai Germani si permise di penetrare al di qua del Reno, si dimostrò quanto la frontiera della Gallia fosse troppo vulnerabile per essere difesa dai ripetuti attacchi dei barbari.

#### Dalla fine del III al V secolo

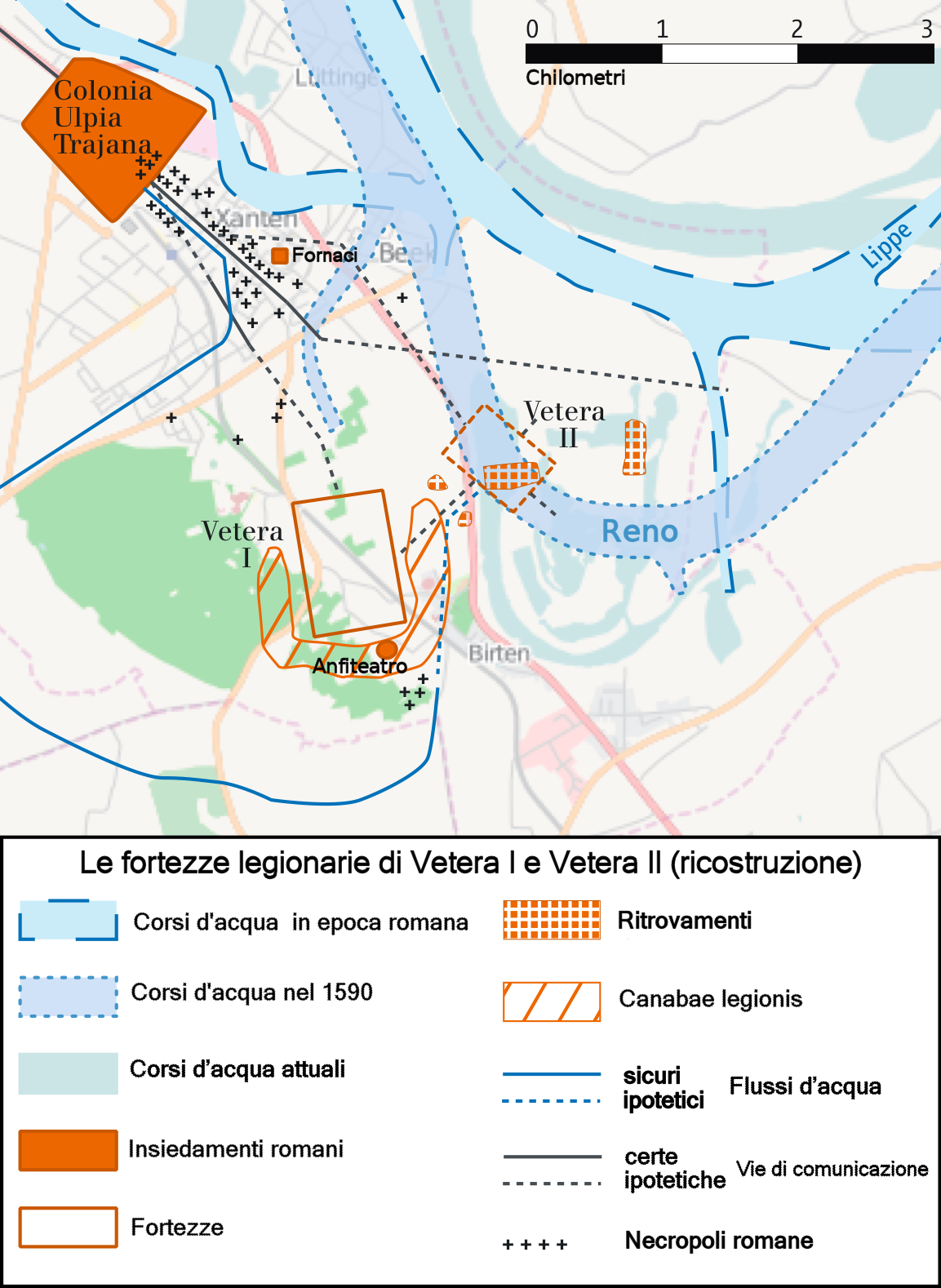
Le fortezze legionaria di Vetera I e II in basso e la Colonia Ulpia Traiana in alto.

In seguito alle devastanti invasioni dei Franchi del 275 e 276, si provvide alla costruzione di un nuovo limes fortificato, che congiungeva la costa gallica, via Bavai e Tongres, a Nimega sul Reno. Sappiamo, inoltre, che l'area fu difesa con la costruzione di tutta una serie di burgi fortificati e castella lungo la strada Colonia-Bavai-Boulogne (il cosiddetto limes Belgicus), a nord del quale i territori erano stati abbandonati a vantaggio dei foederati franchi, pur mantenendo di fatto solo pochi avamposti fortificati.
La Gallia in seguito a questi ultimi eventi godette di un relativo periodo di pace, almeno fino all'usurpazione di Magnenzio del 350. Ancora una volta gli Alemanni penetrarono nella provincia, ma furono sconfitti nel 357 da Giuliano presso Argentoratum. E l'anno successivo, il futuro imperatore, stringeva accordi con i Franchi, che più a nord erano penetrati a sud del fiume Mosa.
Pochi anni più tardi lo stesso Valentiniano I risiedette in Gallia (tra il 365 ed il 375), dedicandosi alla razionalizzazione e potenziamento delle difese di questa regione, rappresentando l'ultima fase accertabile di costruzione, lungo la frontiera romana della Gallia. Il ritiro di buona parte delle truppe romane lungo il Reno da parte di Stilicone nel 401, al fine di respingere le orde dei Visigoti di Alarico dall'Italia, permisero nuove e devastanti invasioni barbariche da parte di Suebi, Vandali, Burgundi ed Alani, con la conseguente perdita di gran parte dei territori gallici (406 ). Ad alcuni invasori, infatti, fu permesso di rimanere all'interno dei confini imperiali con lo status di Foederati, come i Visigoti in Aquitania o i Burgundi in Borgogna, ecc.. L'integrità delle frontiere si era definitivamente spezzata ed il settore renano era ormai al collasso.

#### La conquista dell'arco alpino: da Augusto a Tiberio (16 a.C. - 37 d.C.)
Prima di cominciare le conquiste a nord dei fiumi Danubio e ad est del Reno, Augusto diede incarico ai suoi due figliastri di conquistare l'intero arco alpino, occupando inizialmente Rezia e Vindelicia, e negli anni successivi anche il regno del Norico. È proprio attorno al 15 a.C., al termine della prima serie di campagne militari, che furono fondati i castra legionari di Dangstetten e Augusta Vindelicorum oltre a tutta una serie di forti ausiliari e torri di avvistamento/segnalazione lungo il limes.

#### Sotto i Flavi (70-96)
L'opera cominciò sotto Vespasiano, in seguito alle prime campagne del legato della Germania Superiore, un certo Gneo Pinario Cornelio Clemente nel 74, con la costruzione di una via che, inizialmente, doveva condurre da Argentoratae alla Rezia e di alcuni forti tra cui quelli di Rottweil (l'antica Arae Flaviae) sull'alto Neckar, di Groß-Gerau, di Ladenburg e di Heidelberg-Neuenheim.

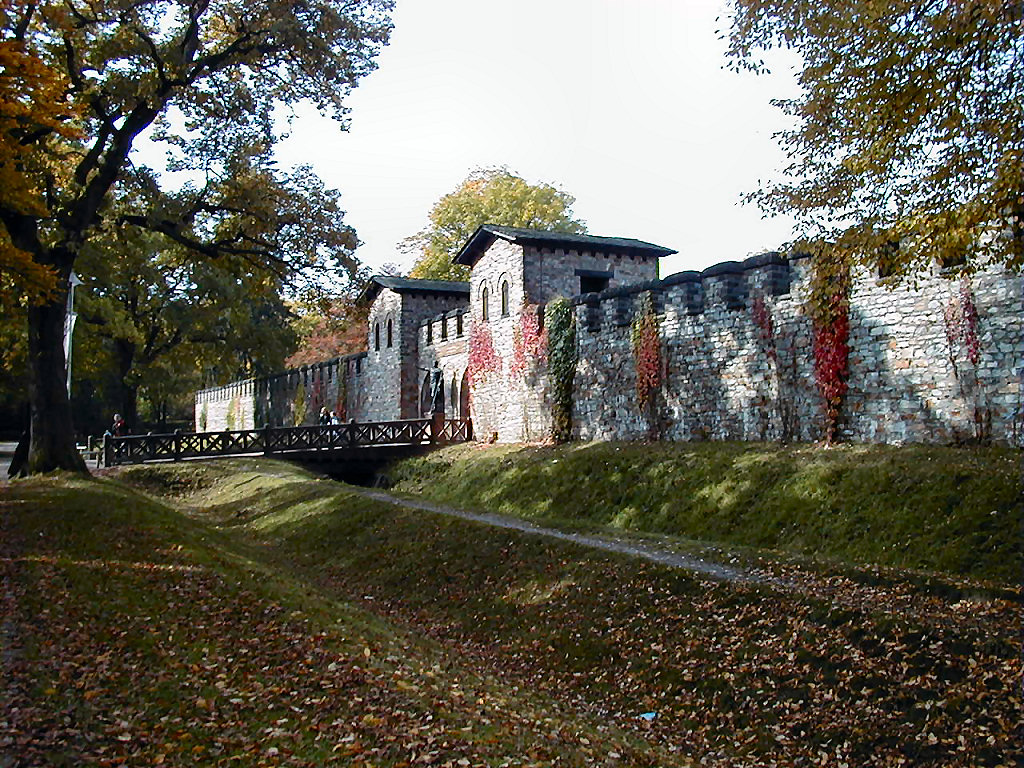
Il forte di Saalburg, non molto distante da Francoforte.

A queste prime campagne sotto Vespasiano, seguì la costruzione di un forte a nord del Danubio, a Kösching, sotto il figlio maggiore Tito. Pochi anni più tardi Domiziano, cominciò l'occupazione dell'area del Taunus (83-85) collegando Mogontiacum ad Augusta Vindelicorum, riducendo drasticamente i confini tra Reno e Danubio.
Così facendo si andavano ad includere all'Impero aree che, pur fittamente boscose e scarsamente popolate, miglioravano le comunicazioni tra Germania superiore e Rezia e la difendibilità dei confini imperiali. La nuova via portò alla costruzione di piccoli fortini nella zona del Taunus, a Saalburg, a Ockstadt ed a Kemel.
Il nuovo limes così creato sotto Domiziano, era costituito da semplici strade che ne percorrevano i suoi confini, da alcuni forti e fortini (dove erano acquariterate alcune unità di Auxilia) e da torrette di segnalazione in legno, con il compito di avvistamento e sorveglianza dell'intero percorso difensivo.
La frontiera continuò a svilupparsi anche negli anni successivi attorno ai primi anni 90 con la costruzione di nuovi forti a: Butzbach, Arnsberg, a Echzell (un forte tra i più grandi di ben 5,2 ettari), più a sud a Heidenheim (dove risiedette l'Ala II Flavia milliaria) ed a Degerfeld.

#### Da Traiano ad Adriano (97-138)

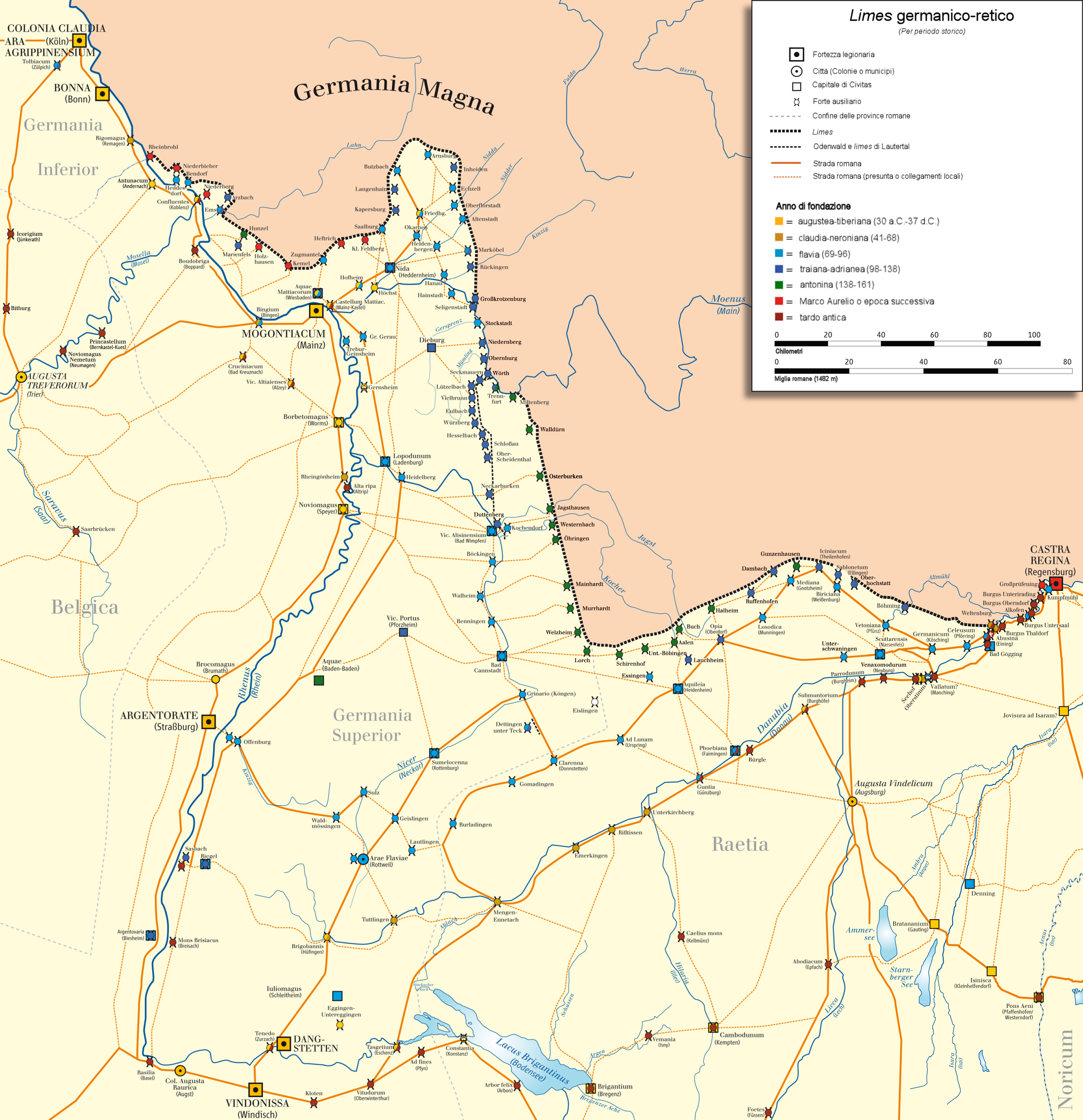
Il limes germanico-retico dai Flavi agli Antonini.

Sotto Traiano fu creato un nuovo tratto di frontiera che collegava il fiume Meno con il Neckar, il cosiddetto limes di Odenwald, che dal Meno presso Wörth raggiunge il medio Neckar a Wimpfen. Questo limes consisteva in una strada militare sorvegliata da torri di osservazione e da una decina di piccoli forti (ciascuno di 0,6 ettari) e fortini (occupati da Numeri) intermedi disseminati ad intervalli regolari lungo i 70 km di questo percorso.
Il successore Adriano, recatosi lungo la frontiera germano-retica, contribuì alla costruzione della linea dell'Alb, fatta di torri di guardia paragonabili al limes del Taunus-Wetterau-Odenwald, alla ricostruzione di numerosi forti in pietra ed al consolidamento di quanto fatto dai suoi predecessori. Il nuovo spostamento degli auxilia sulla nuova linea di frontiera, portò all'abbandono dei forti del retroterra come Wiesbaden ed Heddernheim. Egli provvide inoltre, come ci racconta il suo biografo:
(Historia Augusta, Vita Hadriani, 12.)
Si trattava, pertanto, di una palizzata con tronchi di quercia del diametro di circa 30 cm, conficcati nella terra per non meno di un metro, e che si innalzavano per circa 3 metri sopra il livello del terreno. Questa palizzata era stata eretta solo dove non scorreva il fiume, non tanto come forma di barriera protettiva, ma per segnare il margine esterno dell'Impero. Cominciava in Germania superiore, dove la frontiera si allontana dalla riva sinistra del Reno, attraversa il Taunus, il Wetterau e finisce sul Meno. Riprende nell'Odenwald, termina sul fiume Neckar e riprende con il limes dell'Alb, e cessa sul Danubio presso Eining.

#### Sotto gli Antonini (138-192)

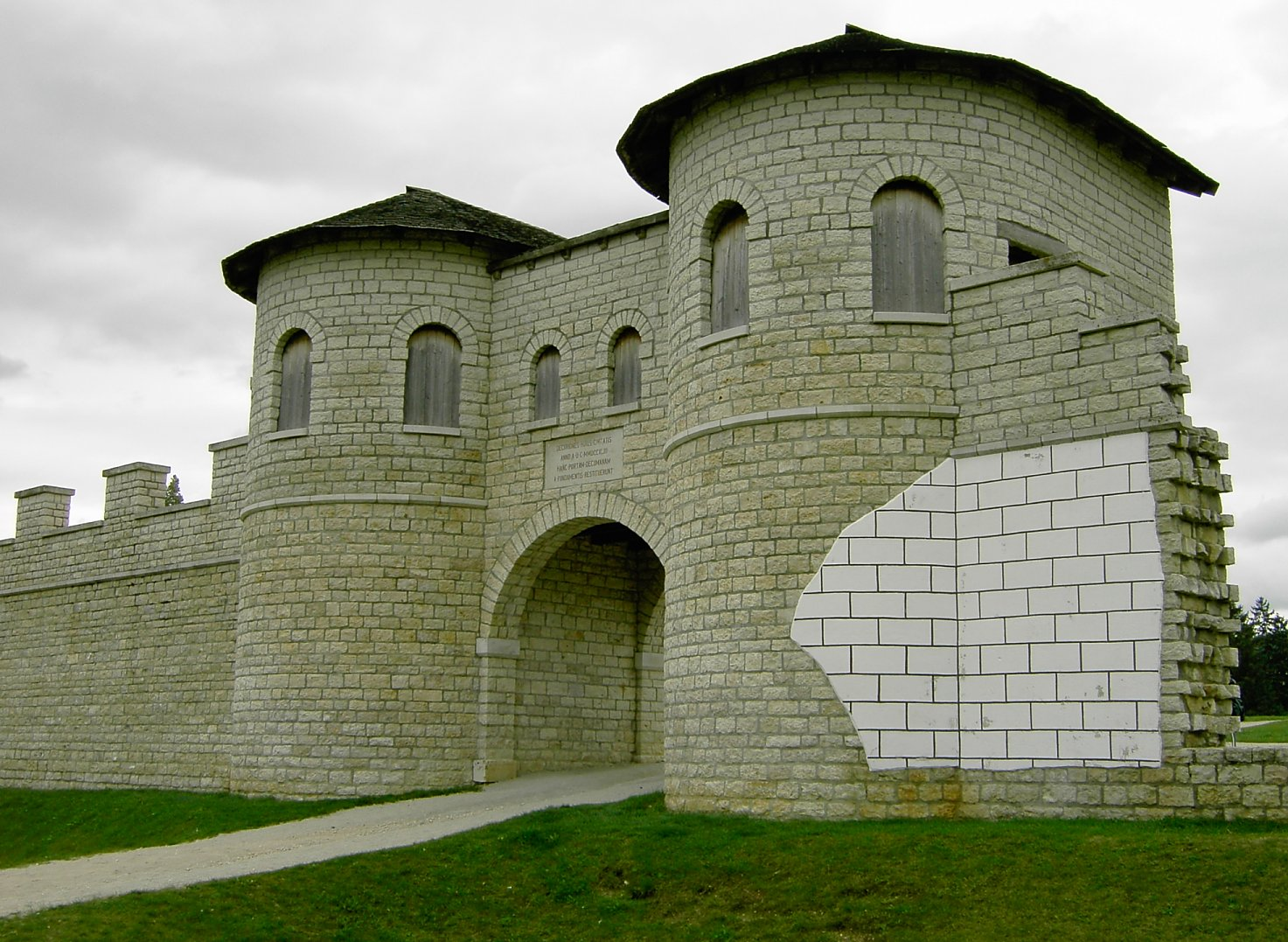
Il forte alare di Biriciana, oggi Weißenburg in Baviera.

È sotto Antonino Pio che molte delle torri e dei forti costruiti in precedenza in legno, furono ricostruiti interamente in pietra (a volte in siti differenti) e soprattutto si ebbe la definitiva evoluzione di questo tratto di limes tra Germania superiore e Rezia. Egli, infatti, già a partire dal 145-146 promosse l'abbandono della precedente linea di difesa dell'Odenwald-Neckar a favore di una posizione più avanzata di 30 km, ma non sappiamo se ciò comportò notevoli operazioni di guerra nell'area. Furono costruiti una nuova palizzata, torri in pietra e tutte le unità ausiliarie di questo tratto furono spostate in avanti in nuove basi, come avvenne per l'Ala II Flavia milliaria ora posizionata nella nuova base di Aalen (tra il 148 ed il 161), determinando la successiva chiusura del vecchio forte di Heidenheim.
Il limes della zona del Taunus e del Wetterau fu completato, aggiungendo alla palizzata preesistente, un terrapieno ed un fossato a forma di "V" (largo tra i 6-7 metri e profondo circa 2 metri), il cosiddetto "Pfahlgraben", posizionato tra la palizzata e le torrette di avvistamento. In alcuni casi era stato sostituito il terrapieno ed il fossato con un muro di pietre, ed in alcuni punti c'erano interruzioni del terrapieno e del fossato. Quest'ultima modifica potrebbe risalire però all'epoca di Marco Aurelio o di Commodo in seguito alle Guerre marcomanniche, a causa dell'invasione dei Catti del 161-162 e del 170-172. Sempre in questo periodo un'intera legione, la III Italica, era trasferita in zona Eining dove soggiornava fino al definitivo trasferimento a Castra Regina, avvenuto nel 179.

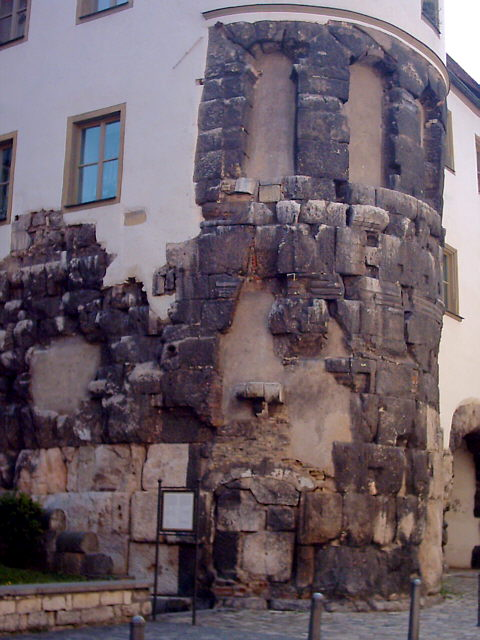
La porta pretoria della fortezza legionaria di Castra Regina in Rezia, fondata nel 179.

Nella Rezia il limes subiva una differente modifica, con la sostituzione di un muro di pietra (spesso 1,2 metri ed alto 3-4 metri) al posto della palizzata. Questo limes è oggi chiamato degli storici/archeologi, il "Teufelsmauer" (Muro del diavolo).

#### Dai Severi all'occupazione degli Alemanni (193-260)
Sotto Caracalla, potrebbero essere stati aggiunti ulteriori sbarramenti, fossati, palizzate e terrapieni, in seguito alle prime invasioni, nel 213, degli Alemanni, i quali continuarono a guerreggiare con i successori, da Alessandro Severo a Massimino il Trace, fino a Gallieno. Quest'ultimo, attorno al 260, decise il definitivo abbandono di tutti i territori ad est del Reno ed a nord del Danubio, a causa delle continue invasioni delle tribù germaniche limitrofe degli Alemanni.

#### Il tardo periodo imperiale (fine del III e IV secolo)
Dopo il 275 ci fu un timido tentativo di recupero della zona del Taunus da parte dell'imperatore Probo, ma nulla di più. Le terre al di là di Reno e Danubio erano andate ormai perdute per sempre, ma Probo, dopo aver respinto le incursioni di Alemanni, Burgundi e Vandali nel 277-278 da questa regione, cominciò a fortificare l'intero settore, creando un collegamento tra la valle dell'Iller ed il lago di Costanza. Questi lavori furono ripresi sia da Diocleziano (attorno al 284-290), sia da Valentiniano dopo il 350 (con la costruzione di teste di ponte a Basilea, a Whylen di fronte a Kaiseraugst (Castrum Rauracense) ed a Rheinheim di fronte a Bad Zurzach (Ortiacum)).